# Байкал (стадион)
Стадион «Байка́л» (до 2015 года — «Локомоти́в») — стадион в Свердловском округе Иркутска. Являлся официальным игровым полем ныне расформированного футбольного клуба «Звезда», образованного в 1957 году на базе «Иркутскгэсстроя». В 2006 году на малой арене стадиона установлено электронное табло, новые трибуны и уложен искусственный газон. Первый официальный матч на стадионе состоялся 7 мая 2007 года («Звезда» — «Сибирь» — 1:0).

## Описание стадиона
Стадион был построен к началу сезона 2007 года на месте малого спортивного ядра спорткомплекса «Локомотив». А искусственный газон уложили еще раньше — 20 сентября 2006 года состоялось открытие поля матчем сборных Совета Федерации и Администрации Иркутской области.
По мнению специалистов футбола, газон на стадионе «Локомотив» по праву считается одним из лучших искусственных полей в России. 
Стадион является базой футбольной школы «Байкал» 

## Адрес
664005, Иркутск, улица Боткина, 1.